# Wallenwil
Wallenwil è una frazione del comune svizzero di Eschlikon, nel Canton Turgovia (distretto di Münchwilen).

## Storia

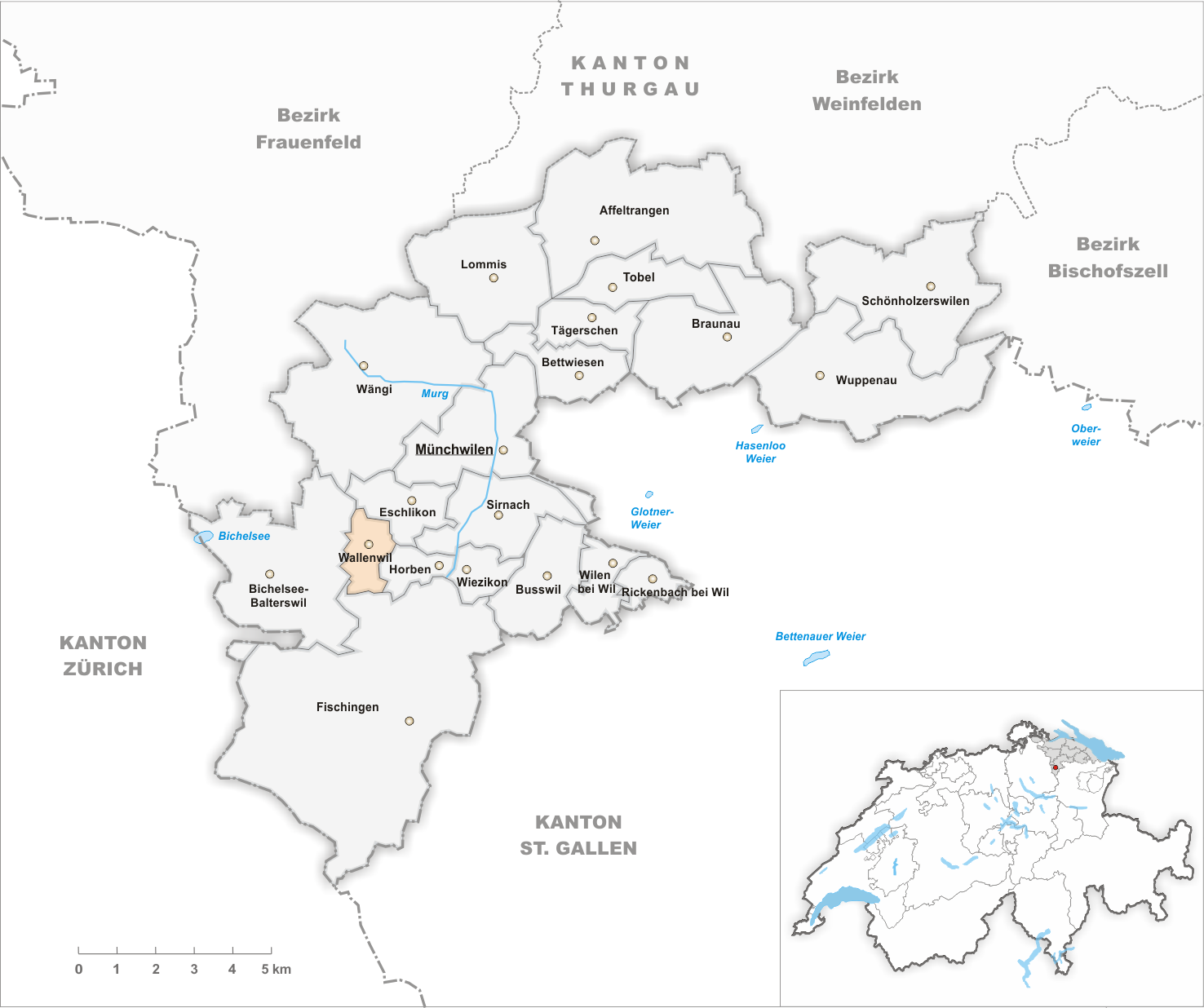
Il territorio del comune di Wallenwil prima degli accorpamenti comunali del 1996

Già comune autonomo (Ortsgemeinde), nel 1997 è stato aggregato al comune di Eschlikon assieme alle frazioni di Hurnen, Riethof e Than, fino ad allora appartenenti al comune di Horben bei Sirnach.

## Monumenti e luoghi d'interesse

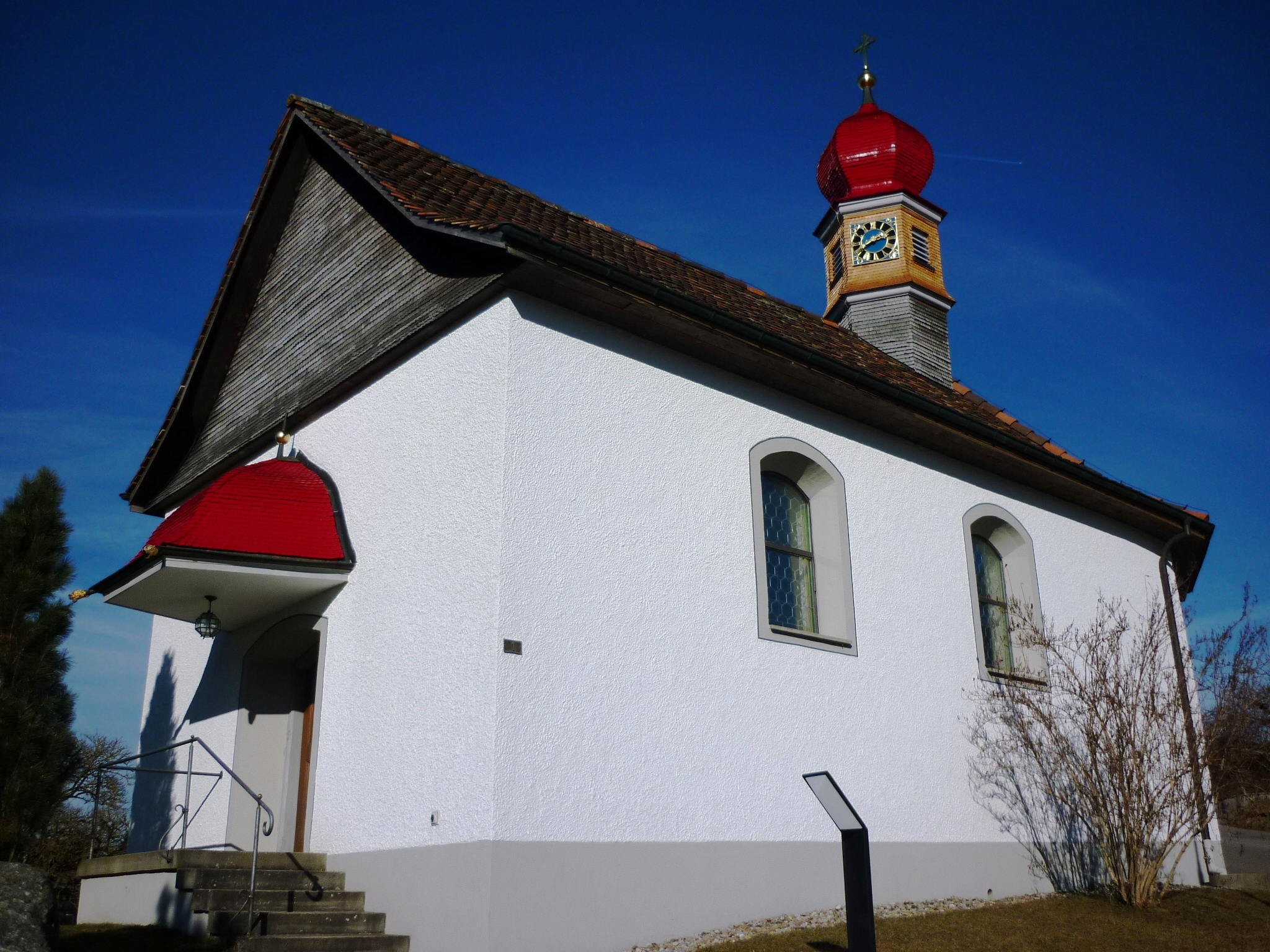
La cappella di Sant'Elisabetta Bona

- Cappella di Sant'Elisabetta Bona, eretta nel 1775[1].

## Società

### Evoluzione demografica
L'evoluzione demografica è riportata nella seguente tabella:
Abitanti censiti

## Amministrazione
Ogni famiglia originaria del luogo fa parte del cosiddetto comune patriziale e ha la responsabilità della manutenzione di ogni bene ricadente all'interno dei confini della frazione.